# Угале (станция)
У́гале (латыш. Ugāle) — железнодорожная станция на линии Вентспилс — Тукумс II на территории Угальской волости Вентспилсского края. Открыта в 1901 году.